# Broadwey
Broadwey är en ort i civil parish Weymouth i grevskapet Dorset, i England. Broadway var en civil parish fram till 1933 när blev den en del av Weymouth och Bincombe. Civil parish hade 960 invånare år 1931.